# Fiodor Szutkow
Fiodor Wasilewicz Szutkow (ros. Фёдор Васильевич Шутков, ur. 15 lutego 1924 w Szypiłowie, zm. 18 grudnia 2001) – rosyjski żeglarz, złoty medalista Letnich Igrzysk Olimpijskich w Rzymie. Uczestnik Letnich Igrzyskach Olimpijskich w Melbourne, Letnich Igrzyskach Olimpijskich w Tokio i Letnich Igrzyskach Olimpijskich w Meksyku. Wycofał się ze startów w 1969 roku, po swoim piątym występie na igrzyskach olimpijskich, a później pracował jako trener żeglarstwa w Moskwie.